# Autobahn Südosttangente Wien
De Autobahn Südosttangente Wien is een autosnelweg met het nummer A23 gelegen in Oostenrijk in de hoofdstad Wenen. De snelweg verbindt de Süd Autobahn (A2) in het zuiden van Wenen met de Donauufer Autobahn (A22). De Ost Autobahn (A4) sluit aan op deze snelweg. Oorspronkelijk verbindt de weg slechts de Süd Autobahn met de Ost Autobahn, vandaar dat de weg Süd-Ost-Tangente werd genoemd. Pas later is de weg ook in noordelijke richting doorgetrokken.

## Bouw
Op 19 december 1970 werd het eerste deel van dit traject geopend tussen knooppunt Inzersdorf en de afrit Wien-Favoriten. In 1978 was de weg voltooid tot aan knooppunt Kaisermühlen en ten slotte werd in 1993 het traject tussen Kaisermühlen en Wien-Hirschstetten geopend.
Om de verkeersdrukte te verminderen zijn er in de afgelopen jaren werkzaamheden uitgevoerd om de snelweg te vebreden. Tevens zal de weg in de toekomst worden verlengd in oostelijke richting bij Wien-Donaustadt naar de Wiener Außenring Schnellstraße (S1).

## Knooppunten
- Knooppunt met de Süd Autobahn bij Wien - Inzersdorf
- Knooppunt met de Ost Autobahn bij Wiener Prater
- Knooppunt met de Donauufer Autobahn bij Kaisermühlen
- Autowegknooppunt met de Wiener Nordrand Schnellstraße (S2) bij Hirschstetten
- Autowegknooppunt met de Wiener Außenring Schnellstraße (S1) bij Raasdorf-Süd (in planning)

Autobahnen: A1 · A2 · A3 · A4 · A5 · A6 · A7 · A8 · A9 · A10 · A11 · A12 · A13 · A14 · A21 · A22 · A23 · A24 · A25 · A26
Schnellstraßen: S1 · S2 · S3 · S4 · S5 · S6 · S7 · S8 · S10 · S16 · S18 · S31 · S33 · S34 · S35 · S36 · S37